# Electra Popular Vallisoletana
El edificio de la Electra Popular Vallisoletana es una antigua central eléctrica diseñada en 1905 por el ingeniero industrial Isidro Rodríguez Zarracina. Se encuentra ubicada entre la calle del Veinte de Febrero y el paseo de Isabel la Católica en la ciudad de Valladolid (España). El edificio original se encuentra protegido por el Plan General de Ordenación Urbana de Valladolid.
El edificio fue construido entre 1906 y 1907, y en 1928 fue ampliado por el arquitecto modernista Jerónimo Arroyo. Es un ejemplo de arquitectura ecléctica de ladrillo del primer tercio del siglo XX. En 2007 se pretendió abrir en el edificio un hotel de 5 estrellas para lo cual el Ayuntamiento de Valladolid, presidido por el entonces alcalde Javier León de la Riva (PP) buscó modificar el uso principal del inmueble. En 2016 el permiso obtenido por Solvia, filial inmobiliaria del Banco Sabadell, fue anulado por el concejal de urbanismo, Manuel Saravia.